# Crash Test 02
Crash Test 02 è il secondo album dei Bloom 06, pubblicato il 23 maggio 2008.

## Tracce
1. Between the lines - (Maurizio Lobina, Gianfranco Randone) - 6:01
2. Anche solo per un attimo - (Maurizio Lobina, Gianfranco Randone) - 4:08
3. Welcome to the zoo - (Maurizio Lobina, Luca Vicini, Gianfranco Randone) - 4:19
4. Fall - (Gianfranco Randone, Maurizio Lobina) - 4:02
5. Here we are - (Maurizio Lobina, Gianfranco Randone) - 5:15
6. Un'altra come te - (Maurizio Lobina, Gianfranco Randone) - 3:50
7. In your eyes - (Gianfranco Randone, Maurizio Lobina) - 3:43
8. Reaching for the stars - (Luca Vicini, Maurizio Lobina, Gianfranco Randone) - 4:15
9. You're amazing - (Maurizio Lobina, Luca Lobina, Gianfranco Randone) - 3:40
10. Nel buio tra di noi - (Maurizio Lobina, Matteo Curallo) - 4:00

## Formazione
- Jeffrey (Gianfranco Randone) - voce, chitarre, ritmiche, campionamenti, sequencer
- Maury (Maurizio Lobina) - tastiere, synth, archi, ritmiche, campionamenti, cori

Altri musicisti
- Oliver V - basso nelle tracce 3, 7, 8; chitarra nella traccia 3; produzione artistica della traccia 8.
- Matteo Curallo - chitarra nelle tracce 6, 10.
- Roberto Molinaro - produzione artistica della traccia 3.

## Singoli estratti
- "Un'altra come te" (2008)
- "Welcome to the zoo" (2008)